# Vaudrivillers
Vaudrivillers – miejscowość i gmina we Francji, w regionie Burgundia-Franche-Comté, w departamencie Doubs.
Według danych na rok 1990 gminę zamieszkiwały 73 osoby, a gęstość zaludnienia wynosiła 20 osób/km² (wśród 1786 gmin Franche-Comté Vaudrivillers plasuje się na 670. miejscu pod względem liczby ludności, natomiast pod względem powierzchni na miejscu 913.).